# 巴拉扎尔 (吉马良斯)
巴拉扎尔 (吉马良斯)是葡萄牙布拉加区的一个堂区。总面积2.87平方公里，总人口565人，人口密度196.9人/平方公里。